# Four on the Floor (album)
Pour les articles homonymes, voir Four on the Floor.
Albums de Juliette and the Licks
You're Speaking My Language
(2005) Terra Incognita
(2009)
Four on the Floor est le deuxième album du groupe de rock Juliette and the Licks, sorti le 2 octobre 2006 au Royaume-Uni.

## Développement
Cet album, qui fait suite à You're Speaking My Language, sort le 2 octobre 2006 au Royaume-Uni, et est réédité plus tard avec un DVD bonus comprenant des documentaires, des performances en direct et des vidéos musicales. Il sort le 24 juillet 2007 aux États-Unis avec deux titres en bonus. Le premier single, Hot Kiss, sort le 25 septembre 2006, et le second, Sticky Hone, en 2007. Un remix de Inside the Cage peut être entendu dans le jeu vidéo Grand Theft Auto IV sur la station Radio Broker.
Avant le début de la production de cet album, Jason Morris (batteur) et Paul Ill (guitariste basse) quittent le groupe pour travailler davantage en studio. Jason Womack enregistre la guitare basse et Dave Grohl la batterie. Le nouveau batteur pour la tournée de soutien est Ed Davis.
L'album est certifié disque d'argent par l'Independent Music Companies Association, ce qui signifie qu'il s'est vendu à au moins 30 000 exemplaires en Europe.

## Listes des titres
1. Smash and Grab
2. Hot Kiss
3. Sticky Honey
4. Killer
5. Death of a Whore
6. Purgatory Blues
7. Get Up
8. Mind Full of Daggers
9. Bullshit King
10. Inside The Cage
11. Are You Happy? (chanson bonus - États-Unis)
12. Lucky For You (chanson cachée - États-Unis)